# Monkey Island (England)
Monkey Island ist eine Insel in der Themse flussaufwärts des Boveney Lock, nahe dem Ort Bray in Berkshire. Der Fluss The Cut mündet südlich der Insel in die Themse.

## Geschichte
Der Name der Insel leitet sich vom altenglischen Namen Monks Eyot (dt. Mönchsinsel). Der Name bezieht sich auf Mönche, die bei Amerden Bank einem befestigten Platz nahe dem Bray Lock in Buckinghamshire lebten. Sie gehörten von 1197 zur Merton Priory. Aber im 14. Jahrhundert war die Insel in den Besitz von Burnham Abbey, gelangt und in Gerichtsakten aus dem Jahr 1361 wird sie als Bournhames Eyte verzeichnet. Dieser Name erhält sich 1640 als Burnham-Ayt, obwohl die Insel 1606 in den Besitz der Familie Englefield gekommen war.
Nach dem Großen Brand von London 1666 wurde Stein aus Oxfordshire nach London gebracht und auf dem Rückweg nahmen die Schiffe Trümmer mit, die auf den Inseln der Themse abgeladen wurden. Durch diese Aufschüttung wurde die Insel hoch genug, um der Gefahr durch Überflutung weitgehend zu entgehen.

## The Duke’s Island
1738 erwarb Charles Spencer, 3. Duke of Marlborough die Insel von Sir Francis Englefield. Spencer hatte die Insel gesehen, als er am Kit-Cat Club im nahen Down Place teilnahm. Der Herzog war als begeisterter Angler bekannt und er ließ die ersten Gebäude auf der Insel errichten, um seinem Hobby nachgehen zu können. Die Fischerhütte und der Fischertempel sind heute als der Pavilion und der Tempel auf der Insel erhalten.
Der palladianische Architekt Robert Morris war damit beauftragt beide Gebäude für eine Summe von 8.756 £ zu bauen. Henry Herbert der 9. Earl of Pembroke war an der Gestaltung des Temples beteiligt und erhielt für seine Arbeit von 1745 bis 1748 die Summe von 2.277 £.
Der Herzog ließ den Pavillon aus Holzblöcken bauen, die wie Steine geschnitten wurden. Diese besondere Bauweise kann man noch heute im Gebäude sehen. Besonders auffällig sind die Singerie Gemälde im „Monkey Room“ (dt. „Affenzimmer“). Der französische Maler Andieu de Clermont war damit beauftragt, diese Gemälde, die Affen in eher menschlichen Tätigkeiten wie jagen, fischen oder rauchen zeigen, anzufertigen. Es ist bekannt, dass sie vor 1738 angefertigt wurden.
Die seltsame Ausgestaltung führte dazu, dass die Insel später gelegentlich auch als „Marlborough’s Folly“ (dt. „Marlboroughs Verrücktheit“) bezeichnet wurde.
Der Temple war ursprünglich im Erdgeschoss offen gestaltet sowie eine Markthalle. Das erste Stockwerk diente als Billardzimmer. Die Decke stellt Neptun, Muscheln und Meerjungfrauen dar. Es ist eine Stuckarbeit im Wedgwood Stil und soll entweder von Roberts of Oxford um 1725, oder William Perritt angefertigt worden sein.
Monkey Island wurde 1787 von Henry Townley Ward, Esq. gekauft, der sie P.C. Bruce, Esq., of Taplow vermachte.

## Weitere Nutzung
1840 war der Pavillon eine Gaststätte am Fluss geworden, die mit einer Fähre vom Südufer zu erreichen war. In der zweiten Hälfte des 19. Jahrhunderts wurde es die Gaststätte das „Monkey Hall Hotel“. Gäste haben seitdem in verschiedenen Teilen des Gebäudes übernachtet. Besonders beliebt war es nach 1900, als Edward VII. und Königin Alexandra oft am Nachmittag mit ihren Kindern kamen. Edward Elgar komponierte sein Violinkonzert 1910 im Haus The Hut, am Flussufer gegenüber von Monkey Island. Die Musicalstars Clara Butt und Nellie Melba sorgten für die Unterhaltung der Gäste auf der Insel. Ab 1912 besuchten Rebecca West und H. G. Wells die Insel.
Nach der Mitte des 20. Jahrhunderts wurden verschiedene Umbauten und Ergänzungen auf der Insel durchgeführt. 1956 wurde eine Fußgängerbrücke errichtet, die die Insel mit Festland verband, nachdem Christopher Reynolds die Insel gekauft hatte. 1963 wurde der Speisesaal des Pavillon durch den River Room, ein großes Gebäude mit Glaswänden direkt am Fluss, erweitert. Nach dem Herzog von Marlborough benannt wurde 1970 am flussaufwärts gelegenen Ende ein Raum angebaut, der mit Schlachtszenen dekoriert ist. Im gleichen Jahr wurde der Temple um 30 Gästezimmer erweitert. Der Pavillon und der Temple sind beides Grade I geschützte Baudenkmale.
1964 gab es einen Ball zu Gunsten von Oxfam, auf der Insel, den der Zeitschrift Tatler mit der Überschrift bedachte. 1967 wurde die Zeitung der Insel The Islander herausgegeben.
1971 wurde die Insel von Major Fitzwilliams gekauft und später an die Weinreb Group verkauft. Als die Weinreb Group in Konkurs ging, kauften Paul und Liz Nichols das Hotel aus der Konkursmasse und führten umfangreiche Renovierungsarbeiten in den neun Jahren ihres Besitzes durch. Das Hotel erhielt Empfehlungen vom Guide Michelin und Egon Ronay, es war British Tourist Authority Country Hotel und Restaurant Award Gewinner 1983, 1984, und 1985. 1986 wurde das Hotel an Basil Faidi verkauft, der weitere Renovierungsarbeiten durchführte.
10 Jahre später wurde das Hotel an die Habtour Group verkauft und im September 2007 erwarb es Andreas Papadakis.

## Erwähnungen in der Literatur
Rebecca West benutzte Monkey Island als Ort für ihre erste Erzählung, Return of the Soldier, deren weibliche Hauptfigur die Tochter des Gastwirts ist.
In Kapitel 94 von Charlie Higsons Horrorgeschichte für junge Erwachsene The Fallen, verlassen Ella, Maeve, Monkey Boy und Robbie das Naturkundemuseum und beschließen, nachdem sie kein Benzin mehr haben, im Monkey Island Hotel zu bleiben. Im Schlusskapitel des Buches (Kapitel 96) ist das Haus zu einem Gespensterhaus geworden.